# PPID
PPID (англ. Peptidylprolyl isomerase D) – білок, який кодується однойменним геном, розташованим у людей на короткому плечі 4-ї хромосоми.  Довжина поліпептидного ланцюга білка становить 370 амінокислот, а молекулярна маса — 40 764.
| 10         |  | 20         |  | 30         |  | 40         |  | 50         |
| ---------- |  | ---------- |  | ---------- |  | ---------- |  | ---------- |
| MSHPSPQAKP |  | SNPSNPRVFF |  | DVDIGGERVG |  | RIVLELFADI |  | VPKTAENFRA |
| LCTGEKGIGH |  | TTGKPLHFKG |  | CPFHRIIKKF |  | MIQGGDFSNQ |  | NGTGGESIYG |
| EKFEDENFHY |  | KHDREGLLSM |  | ANAGRNTNGS |  | QFFITTVPTP |  | HLDGKHVVFG |
| QVIKGIGVAR |  | ILENVEVKGE |  | KPAKLCVIAE |  | CGELKEGDDG |  | GIFPKDGSGD |
| SHPDFPEDAD |  | IDLKDVDKIL |  | LITEDLKNIG |  | NTFFKSQNWE |  | MAIKKYAEVL |
| RYVDSSKAVI |  | ETADRAKLQP |  | IALSCVLNIG |  | ACKLKMSNWQ |  | GAIDSCLEAL |
| ELDPSNTKAL |  | YRRAQGWQGL |  | KEYDQALADL |  | KKAQGIAPED |  | KAIQAELLKV |
| KQKIKAQKDK |  | EKAVYAKMFA |  |            |  |            |  |            |

A: Аланін

C: Цистеїн

D: Аспарагінова кислота

E: Глутамінова кислота

F: Фенілаланін

G: Гліцин

H: Гістидин

I: Ізолейцин

K: Лізин

L: Лейцин

M: Метіонін

N: Аспарагін

P: Пролін

Q: Глутамін

R: Аргінін

S: Серин

T: Треонін

V: Валін

W: Триптофан

Кодований геном білок за функціями належить до шаперонів, ізомераз, ротамаз, фосфопротеїнів. 
Задіяний у таких біологічних процесах як апоптоз, транспорт, транспорт білків, поліморфізм, ацетиляція. 
Локалізований у цитоплазмі, ядрі.